# 黑森的安娜

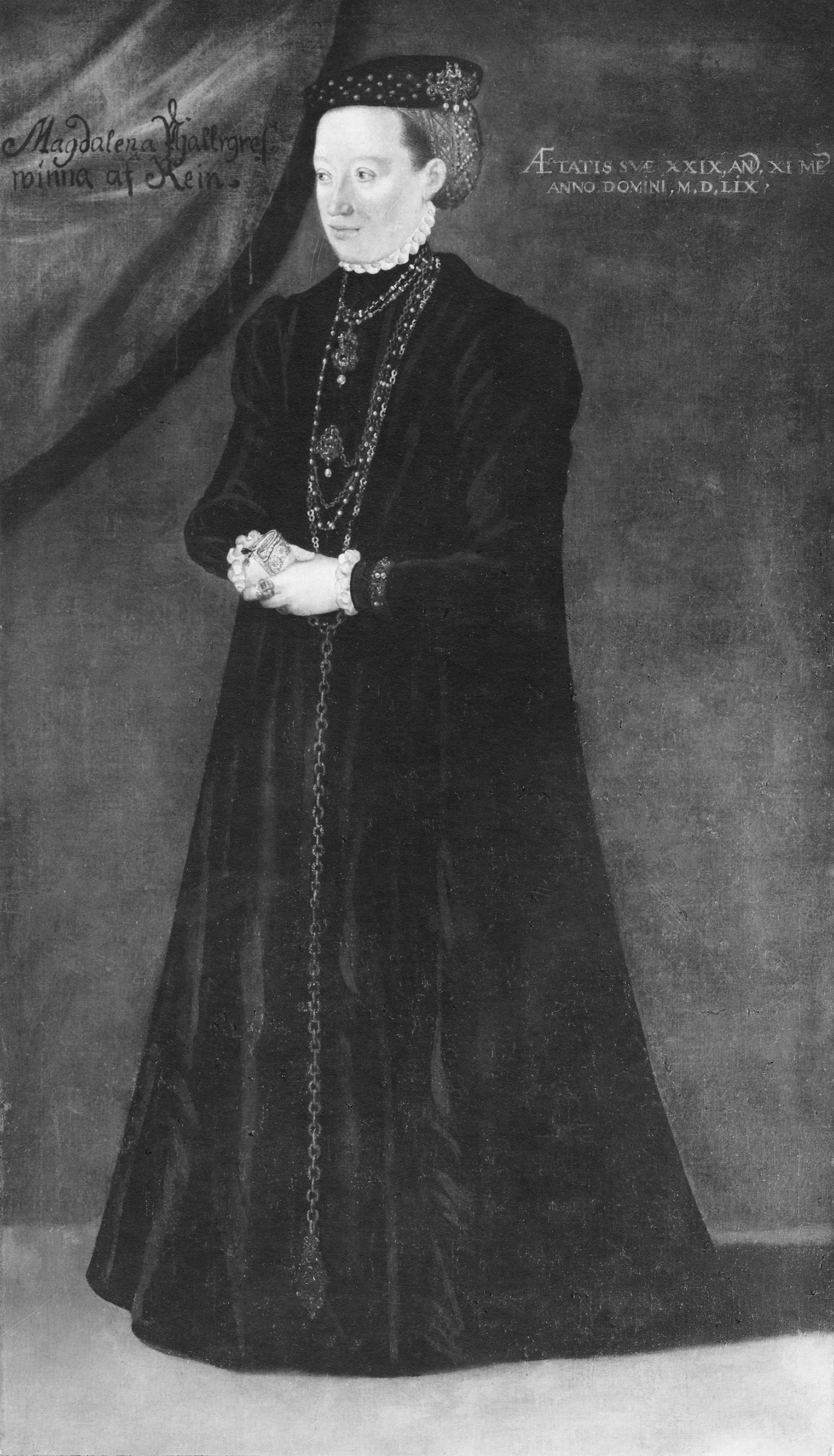

黑森的安娜（德語：Anna von Hessen，1529年10月26日—1591年7月10日），普法爾茨-茨魏布呂肯伯爵夫人，黑森伯爵腓力一世的女兒。

## 家庭
1544年，安娜與普法爾茨-茨魏布呂肯伯爵沃夫岡結婚，兩人共有5子4女：
1. 克莉絲汀（1546年—1619年）
2. 菲利普·路德維希（1547年—1614年）
3. 約翰一世（1550年—1604年）
4. 伊莉莎白（1555年—1625年）
5. 奧托·海因里希（1556年—1604年）
6. 腓特烈（英语：Frederick, Count Palatine of Zweibrücken-Vohenstrauss-Parkstein）（1557年—1597年）
7. 芭芭拉（英语：Countess Palatine Barbara of Zweibrücken-Neuburg）（1559年—1618年）
8. 卡爾一世（1560年—1600年）
9. 瑪麗亞·伊莉莎白（1561年—1629年）